# Kate Gillou
Catherine Marie Blanche "Katie" Gillou (17 de febrero de 1887 - 1 de enero de 1964) fue una jugadora francesa de tenis en la primera década del siglo XX.
Gillou ganó el Campeonato Francés de Individuales Femeninos en 1904, 1905, 1906 y 1908, habiendo perdido la final de 1903 contra Adine Masson.
Las victorias de Gillou en 1906 y 1908 las logró bajo su nombre de casada, Kate Gillou-Fenwick.
Se pensaba que había competido en el evento de dobles mixtos en los Juegos Olímpicos de Verano de 1900 con Pierre Verdé-Delisle, pero fue su hermana Antoinette Gillou quien compitió en los Juegos Olímpicos.